# 吳裕 (成化戊戌進士)
吳裕（?—?），字克寬，直隸徽州府休寧縣人，民籍，明朝政治人物。進士出身。

## 生平
早年出身國子生，成化十年（1474年）甲午科應天鄉試第八十七名。成化十四年（1478年）戊戌科會試第一百十六名，殿試登進士第二甲第六十七名。授知縣，二十三年五月擢授試監察御史，弘治元年（1488年）巡按陕西，三年巡按山西，九年正月掌京察。

## 家族
曾祖父吳辰。祖父吳回。父亲吳德盛。